# Beaver River (Ohio River)
Der Beaver River ist ein rechter Nebenfluss des Ohio River im US-Bundesstaat Pennsylvania.
Er ist 34 km lang und entsteht durch die Vereinigung der beiden Flüsse Mahoning River und Shenango River in Lawrence County. Von dort aus fließt er in südlicher Richtung durch das nach ihm benannte Beaver County. Der Beaver River (englisch für „Biber–Fluss“) mündet in den Ohio bei Rochester, etwa 32 km nordwestlich von Pittsburgh.